# 小普請金
小普請金（こぶしんきん）は、江戸幕府の小普請が支払いを課せられた役金。
当初は無役の代替として禄100石につき小普請夫役を負担したが、元禄2年（1689年）12月に金納へと変更され、翌3年（1690年）3月から小普請金を納入することとなった。
禄高20俵（石）以下は免除、20俵から50俵は金2分、50俵から100俵は金1両、100俵から500俵は100俵につき金1両2分、500俵以上は100俵につき金2両と定められた。ただし70歳以上で小普請入りした者は納付は免除された。
また、禄高に加算される「扶持」に関しては、1人扶持を5俵と計算した。2人扶持であれば10俵、3人扶持は15俵と計算したため、「禄高20俵以下は徴収せず」という規定であっても、「15俵1人扶持」であれば「1人扶持＝5俵」で「15俵+5俵＝20俵」となるので金2分を納めることになった。
同年6月には小普請金納役4名が任命され、納金の制度が定められた。金はすべて後藤包、銀は常是包とし、小普請金のうち3分の1を7月に、残りの3分の2を11月に納入した。